# Brodersenstraße
Die Brodersenstraße ist eine Innerortsstraße im 13. Stadtbezirk (Bogenhausen) von München. Sie führt von Englschalking nach Südosten in Richtung Dornach, einem Ortsteil der angrenzenden Gemeinde Aschheim im Landkreis München. Sie führt damit zum einzigen für Kraftfahrzeuge benutzbaren Übergang vom Stadtbezirk 13 der Landeshauptstadt zur Gemeinde Aschheim.

## Verlauf

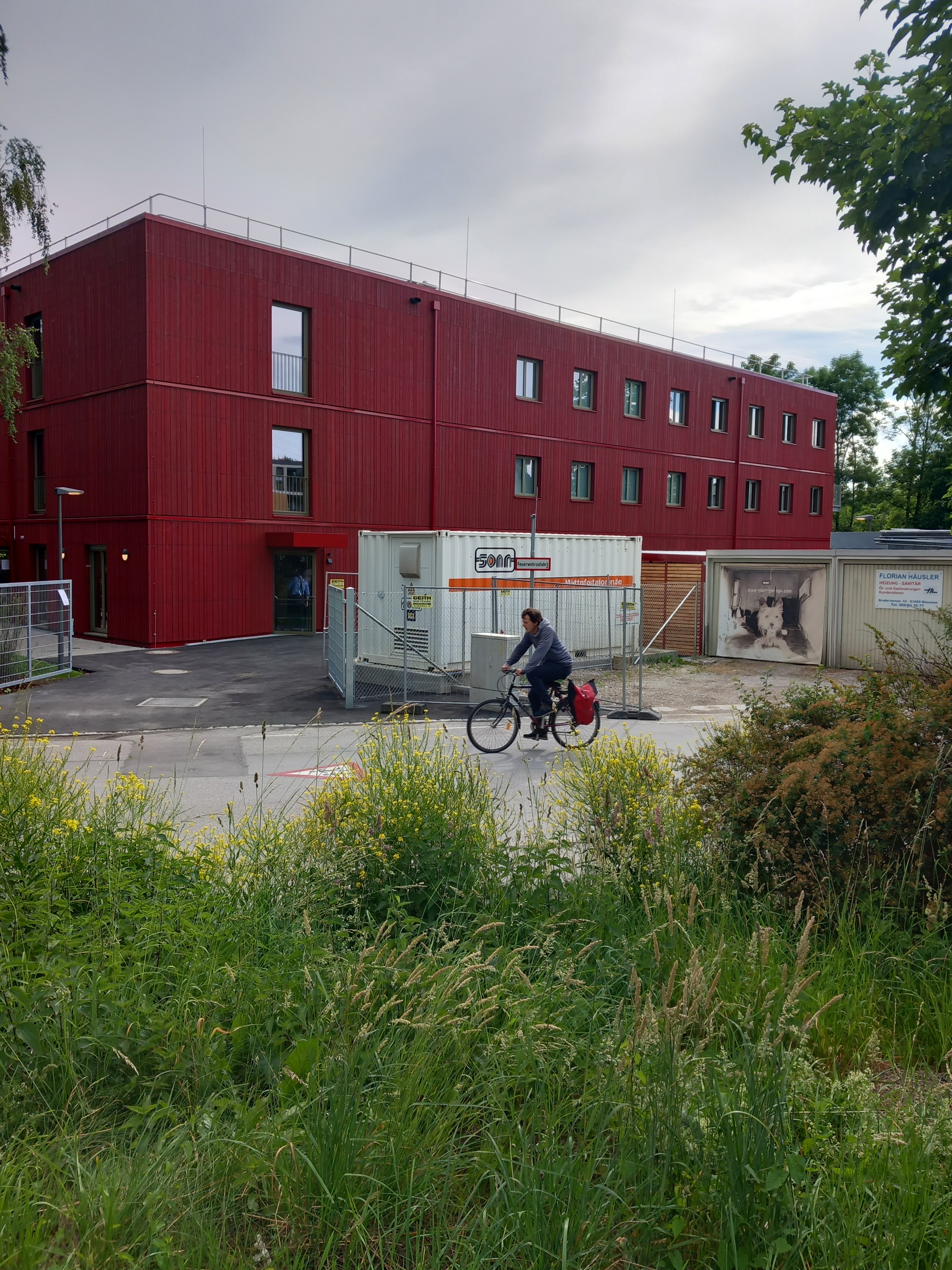
Flüchtlingsunterkunft Brodersenstraße 34

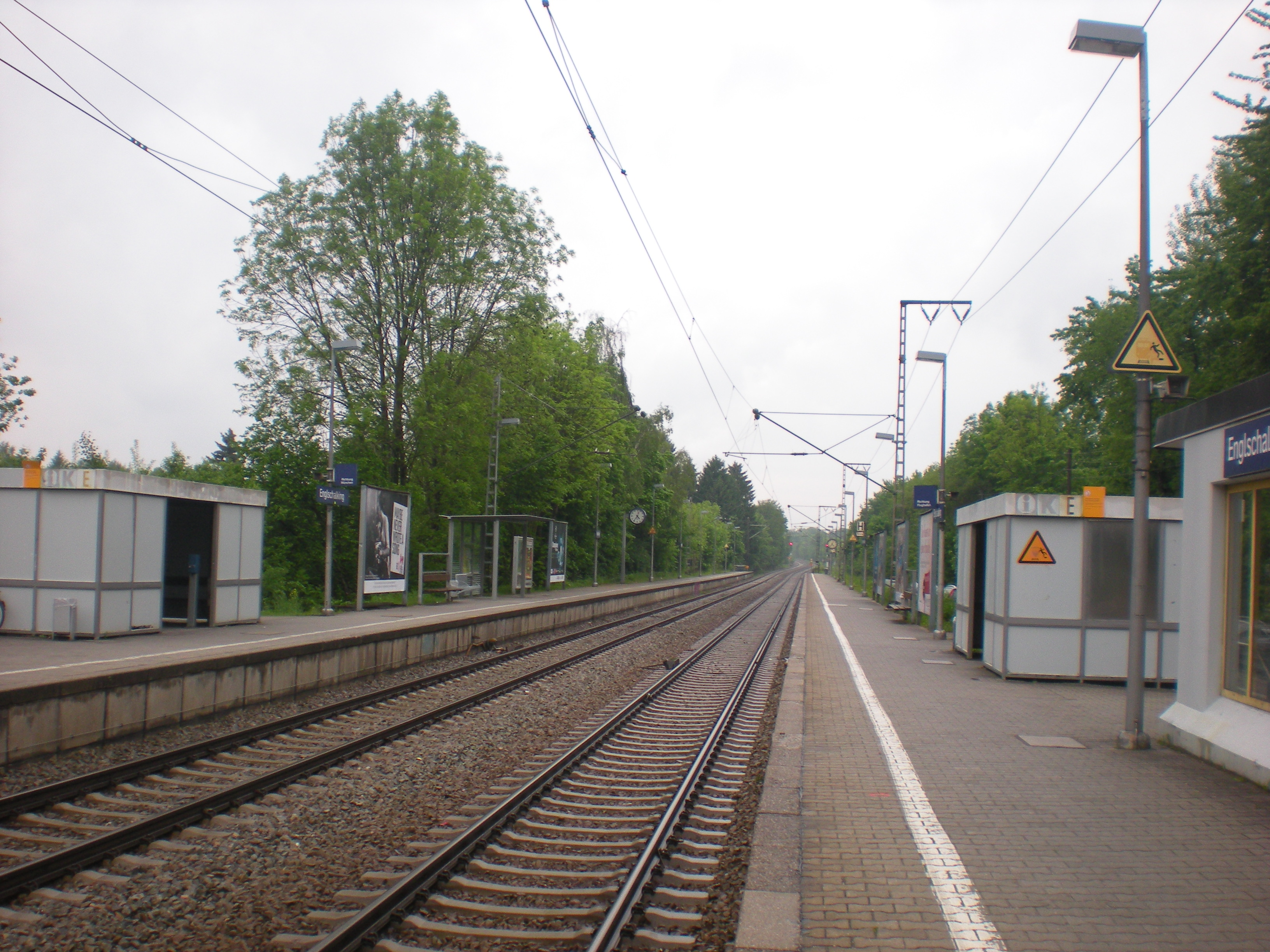
S-Bahn-Halt Englschalking vom Bahnübergang aus gesehen

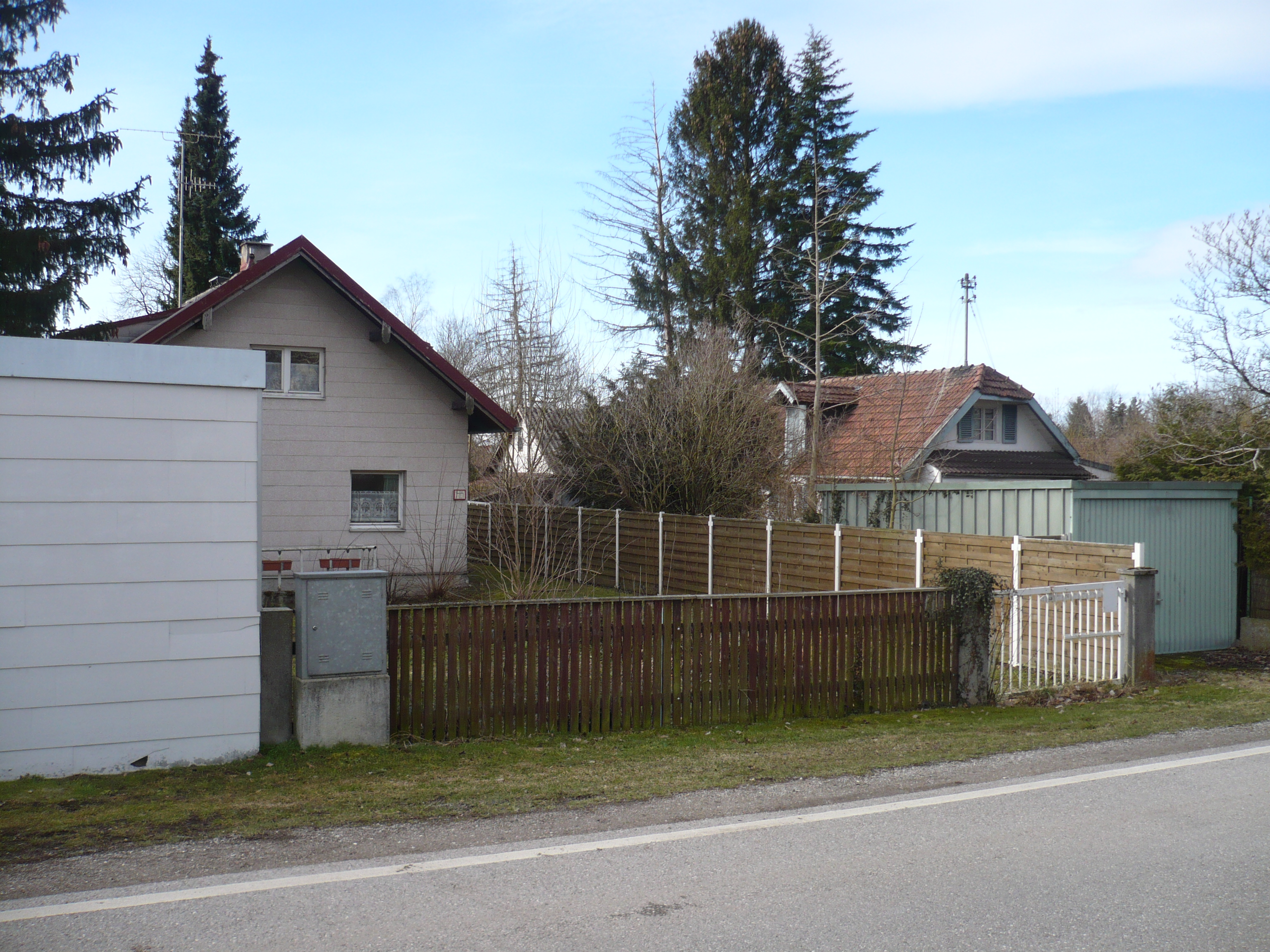
Ältere Häuser zwischen S-Bahn und Max-Proebstl-Straße

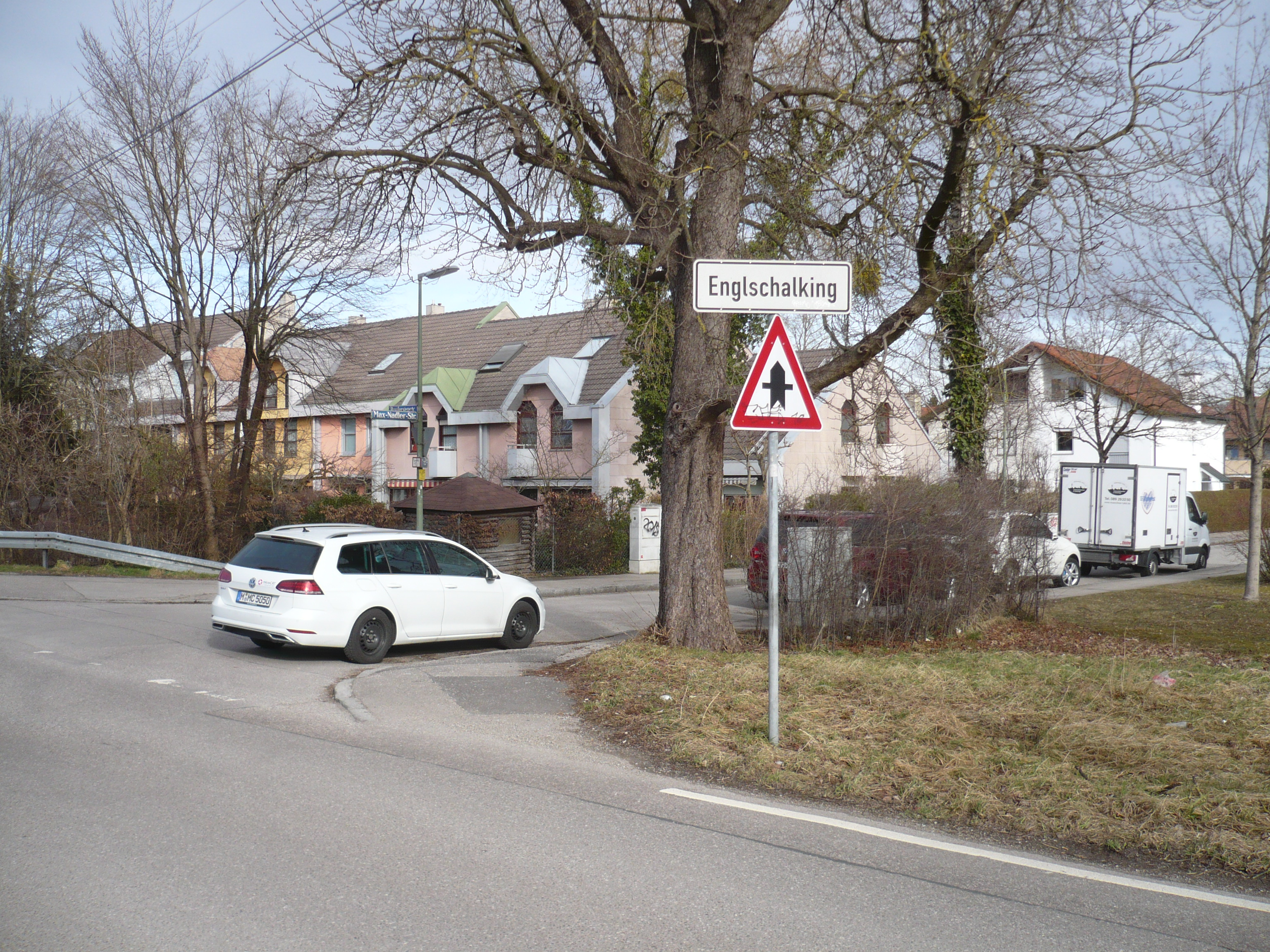
Ortsschild Ecke Max-Nadler-Straße

Die Straße setzt an der Kreuzung mit der Barlowstraße die aus dem historischen Dorfzentrum von Englschalking kommende Schnorr-von-Carolsfeld-Straße unter Fortführung der damaligen Hausnummernzählung (beginnend mit Nr. 24, inzwischen abgebrochen) fort, quert nach rund 100 m die S-Bahn-Strecke S 8 zum Flughafen München, auf der zugleich der Güterverkehr des Münchner Nordrings der Bahn stattfindet, auf einer höhengleichen, beschrankten Kreuzung, führt weiter durch ehemaliges Ziegeleigelände, das im Norden aber durch andere Straßen erschlossen wird, und kreuzt den in Nord-Süd-Richtung geführten Straßenzug Max-Proebstl-Straße/Max-Nadler-Straße. Hier befindet sich südlich der Komplex der Rudolf-Steiner-Schule und der heilpädagogischen Friedel-Eder-Schule sowie an der Südwestecke das abgeräumte, inzwischen mit einer großen Flüchtlingsunterkunft wieder bebaute Gelände eines Flüchtlingslagers aus den 2010er Jahren. Nordöstlich liegt an der Stelle des nach 2002 abgebrochenen Betriebsgeländes der Gärtnerei Möhl & Schnizlein eine kleine Mehrfamilienhauswohnanlage. An dieser Stelle geht der Ortsteil Englschalking in den Ortsteil Daglfing über. Die Brodersenstraße kreuzt östlich der Einmündung der Savitsstraße (Braklplatz, nicht bezeichnet) bei einem Gartencenter die Nord-Süd-Achse Kunihohstraße/Glücksburger Straße und geht an der Küstnerstraße in den Dornacher Weg über, der die Trainingsbahn der Galopprennbahn Riem nördlich umgeht. Die Straßentrasse setzt sich noch einige Meter nach Osten als nicht unterhaltener Feldweg bis zu einer Brücke über den Hüllgraben fort und endet dann. Die Brodersenstraße ist ca. 1,4 km lang.

## Geschichte
Die Straße sollte nach Planungen in den 1930er Jahren, die auch noch im Großen JRO-Stadtplan 1961 verzeichnet sind, bis zu einer vorgesehenen, aber niemals verwirklichten Hetzeneckerstraße auf der Höhe des Hüllgrabens geführt werden. Ihren Ausgang sollte sie an einem ebenfalls nicht verwirklichten Boyenplatz nehmen, der 1937 in Tannenbergplatz umbenannt wurde, aber ebenfalls nicht angelegt wurde (siehe die diesen geplanten Platz dominierende Schule an der Ostpreußenstraße, die als Tannenbergschule gebaut wurde). Östlich der Glücksburger Straße zeigt der Große JRO-Stadtplan die Kreuzung mit einer seit 1932 großzügig geplanten, über freies Feld geführten, aber nicht verwirklichten Steinrückstraße, die vom Bahnhof Johanneskirchen bis zur Schichtlstraße (geplante Vespermannstraße) in der Nähe der Trabrennbahn um den Dorfkern Daglfing herumgeführt werden sollte.

## Bebauung
Westlich der S-Bahn ist die aus der ersten Hälfte des 20. Jahrhunderts stammende Bebauung größtenteils abgebrochen und durch Neubauten ersetzt. Nr. 34 ist eine im Juni 2025 eröffnete Unterkunft für Geflüchtete aus der Ukraine in Modulbauweise mit 152 Bettplätzen. Westlich der S-Bahn ist von der Brodersenstraße noch ein denkmalgeschütztes villenartiges Bürogebäude (Nr. 36) zugänglich, das heute zu einer Baustoffhandlung gehört. Für das Gelände der Baustoffhandlung bestehen Neubauprojekte unter der Bezeichnung „Mariengärten“, die zwei Abschnitte (südlich der zu verlängernden Englschalkinger Straße und nördlich davon) umfassen, aber auf Widerstand gestoßen sind. Zwischen der S-Bahn und der Max-Proebstl-Straße stehen noch zwei ältere Häuser. Von dem Gärtnereibetrieb Möhl & Schnizlein des früheren Münchner Hofgartendirektors Jakob Möhl ist nichts mehr erhalten. Auch zwischen Max-Nadler-Straße und Savitsstraße ist von der älteren Bebauung infolge von Neubauten seit den 1980er Jahren fast nichts mehr erhalten. Östlich der Glücksburger Straße führt die Brodersenstraße über freies Feld.
Am westlichen Beginn der Straße, der Kreuzung mit der Barlowstraße und der Schnorr-von-Carolsfeldstraße, steht auf einer kleinen Verkehrsinsel eine Natursteinsäule mit einem kleinen, wieder ergänzten Metallkreuz. An der Ecke zur Kunihohstraße ist ein im Jahr 2010 renoviertes Wegkreuz, das Daglfinger Wegkreuz, aufgestellt.

## Geplanter Ausbau
Nach dem am 27. Januar 2020 in der Süddeutschen Zeitung (Regionalteil, Seite R1) vorgestellten Siegerentwurf von Rheinflügel Severin, Düsseldorf, im umstrittenen städtebaulichen und landschaftsplanerischen Ideenwettbewerb für den Münchner Nordosten (Nordostkonzept) ist auf den rund 600 Hektar großen, bisher überwiegend landwirtschaftlich genutzten Flächen neben einem massiven Ausbau der Brodersenstraße mit einer Führung der U-Bahn Richtung Riem über die Stationen Englschalking und nördlich von Daglfing insbesondere eine massive Bebauung südlich der Straße zwischen der S-Bahn-Trasse und der Max-Proebstl-Straße bis hin zur verlängerten Memeler Straße vorgesehen. Diese als Städtebauliche Entwicklungsmaßnahme durchzuführende Planung, bei der es sich um das größte Neubauprojekt in Europa handeln soll, ist am 30. März 2022 vom Planungsausschuss des Stadtrats der Landeshauptstadt München mit Mehrheit bestätigt worden. Der Finanzierungs- und Vergabebeschluss der Vollversammlung des Stadtrats ist am 30. November 2022 ergangen.

## Namensherkunft
Die Straße ist nach dem Opernsänger Friedrich Brodersen (1873–1926) benannt. Die Namensgebung erfolgte nach der Eingemeindung der „unorganischen“ Gemeinde Daglfing.